# Дмитар (војвода)
Дмитар (умро после 1388.) је био српски војвода у служби Константина Драгаша. 

## Биографија
Дмитар се у изворима први пут јавља 20. јуна 1379. године у повељи господина Константина Драгаша којом су потврђена даровања неких села војводе Дмитра Хиландару. Дмитар је овде назван „всесрдачним суродником и братом господства ми" чиме је наглашена родбинска веза са Константином. Дмитар је Хиландару даровао поједина села, а међу њима и Козијак са метохом, виноградом, млином и воћњаком. Даровао је и села Рурак и Криви Дол. Ова села је раније добио од Константина за „правоверно поработание". Следећи пут се на Дмитра у изворима наилази 15. августа 1381. године у повељи Константина Драгаша Хиландару издатој у Струмици. Драгаш је Хиландару потврдио посед манастира Светих Арханђела у Леснову. Дмитар је био један од милосника приликом записивања повеље. Из исправе Константина Драгаша од 26. марта 1388. године сазнајемо више о Дмитровим поседима. Овом повељом је Драгаш потврдио Дмитрово даривање манастиру Светог Вазнесења у Штипу. Дмитар се поново назива „всесрдачним братом господства ми". Из повеље сазнајемо да је Дмитар сазидао ову цркву на свом поседу кога је још раније купио у Штипу. Поред села, вртова, ливада, млинова, Дмитар је манастиру приложио и две воденице. Једну је купио од Рајка Неменова и Рајка Бугова с Драгињом, и Станка ковача за 20 перпера, а другу од Радомира Болића и његовог брата Владимира и сестрића Продана за 30 перпера.